# Dernbach (Elbbach)
Der Dernbach ist ein gut 3 Kilometer langer, östlicher und linker Zufluss des Elbbachs im Westerwald, der im rheinland-pfälzischen Westerwaldkreis verläuft.

## Geographie

### Verlauf
Der Dernbach entsteht nördlich von Kölbingen am Südrand des Geisenwaldes auf dem Südhang eines namenlosen Berges (496,2 m ü. NHN) aus zwei Quellästen, die beide auf etwa 443 m ü. NHN Höhe entspringen und jeweils rund 160 m lang sind.
Nach der Quellast-Vereinigung fließt der Dernbach zunächst in südsüdöstlicher Richtung durch eine Wiesenlandschaft. Kurz nach dem Erreichen von Kölbingen durchfließt er die Ortschaft verrohrt im Untergrund und taucht an deren Südrand wieder auf. Sein Lauf ist hier von Bäumen, Hecken und Büschen gesäumt. Etwa 600 m unterhalb Kölbingen wechselt er seine Richtung und bewegt sich nun in leichten Bögen fließend in Richtung Westen. Dabei passiert er ein Waldstück, um kurz darauf entlang dem Nordrand eines solchen zu fließen.
Südöstlich von Kaden mündet der Dernbach nahe der Neumühle zwischen mehreren Teichen auf rund 357 m in den dort etwa von Norden kommenden Lahn-Zufluss Elbbach.

### Flusssystem Elbbach
- Fließgewässer im Flusssystem Elbbach